# Bluefields
Bluefields je město v Nikaragui, které patří k nejdůležitějším přístavům Karibského moře. Leží v zálivu při ústí řeky Escondido 300 km východně od Managuy a je správním centrem autonomní oblasti Región Autónoma de la Costa Caribe Sur. Bluefields má přibližně 46 tisíc obyvatel. Většinu z nich tvoří Miskitové, kteří vznikli smísením původní indiánské populace s otroky dovezenými z Afriky. Na rozdíl od zbytku Nikaraguy je převládajícím jazykem angličtina.

## Historie
V šestnáctém a sedmnáctém století na pobřeží operovali piráti. Nejvýznamnějším byl Nizozemec Abraham Blauvelt a poangličtěním jeho jména vznikl název města. V roce 1638 zde vznikl domorodý stát pod protektorátem britské Providence Island Company. První otrokářská loď připlula v roce 1641. V roce 1844 se Bluefields stal hlavním městem Pobřeží Moskytů a roku 1847 se zde usadili Moravští bratři. V roce 1860 předali Britové Bluefields pod správu nezávislé Nikaraguy. V letech 1894 až 1987 bylo město správním centrem departementu Zelaya, jehož rozdělením vznikl stávající Región Autónoma de la Costa Caribe Sur. V roce 1903 získal Bluefields městská práva. Během americké okupace Nikaraguy v letech 1912 až 1933 byl významnou vojenskou základnou.
V roce 2018 zde proběhly násilné protesty proti vládě Daniela Ortegy.

## Ekonomika
Město má ekvatoriální podnebí a jsou zde časté hurikány. Je obchodním střediskem, z místního přístavu se vyvážejí banány, mořské plody a tropické dřevo. V roce 1991 byla založena vysoká škola Bluefields Indian and Caribbean University.